# Carlo Marchione
Carlo Marchione (Roma, 1964) é um violonista clássico italiano.

## Biografia
Carlo Marchione é considerado pela crítica especializada um dos mais importantes violonistas da atualidade, devido à sua perfeição técnica ligada a uma refinada musicalidade. Sua interpretação, em qualquer época ou estilo no âmbito do violão clássico, vem sendo altamente convincente.
No início da sua carreira, ele foi premiado em muitos importantes concursos internacionais de violão (como Ancona 1979/80, "L. Legnani" Parma 1981, "M. Giuliani" 1982, "Ville de Sablé" de 1985, Gargnano 1989, "N. Paganini" 1991, "Città di Latina" 1992) e tornou-se um convidado regular em festivais por toda a Europa (Itália, Espanha, França, Holanda, Inglaterra, República Checa, Alemanha, Áustria, Romênia, Ucrânia, Polônia, Rússia, Suécia, Croácia ), aparecendo como solista, com orquestra e em várias formações de música de câmara.
Em 1997, durante sua turnê na Russia, Carlo Marchione foi convidado a se apresentar no Auditório Principal do prestigiado "Tchaikowsky Conservatório de Moscou", bem como na Filarmónica de São Petersburgo, uma honra muito raramente concedida a um violonista. Ambos os concertos tiveram a venda de ingressos esgotada. Em outubro de 1998 ele debutou com grande destaque na Filarmônica de Berlin.
Carlo Marchione começou a ter aulas de violão a partir de 10 anos de idade com L. Cauzzo. Mais tarde, ele participou de aulas com L. Galuzzi. Em 1976 ele passou em 1º lugar (entre 100 candidatos) no exame de admissão para o "Conservatório de Santa Cecilia" em Roma, onde ingressou na classe de Mario Gangi, graduando-se com honras em 1983. Ele também participou de cursos com Betho Davezac e Toyohiko Satoh (música renascentista e baroca).
Como violonista e altamente distinto e reconhecido palestrante, Carlo Marchione destacou-se primeiramente na área da música barroca e foi eleito professor em diferentes academias de música na Europa: na Academia de Música "Ino Mirkovic" em Lovran (Croácia), na Escola Superior de Música e Teatro "Felix Mendelssohn Bartholdy", Leipzig (Alemanha). Atualmente Carlo Marchione leciona no Conservatório de Maastricht, na Holanda, onde ele dirige uma das classes de maior sucesso na Europa.

## Publicações
Georg Philipp Telemann: "Dodici Fantasie per Violino solo senza Basso" (Transcrição para Violão de Carlo Marchione) (ESZ.11370, Edizioni Suvini Zerboni)
Domenico Scarlatti: 2 Sonatas: K208 & K380 (Transcrição para Violão de Carlo Marchione) (ECH113, Chanterelle Verlag)

## Gravações de Áudio
CD - Carlo Marchione plays Georg Philipp Telemann (1681-1767)- "Twelve Fantasias for Violin without Bass" - Kreuzberg Records (Berlin)
CD - DEWA - Stefan Soewandi - Guitarworks 2 - com diversos solistas: Laura Young, Zoran Dukic, Carlo Marchione,Siegbert Remberger, Martin Schwarz, Enno Voorhorst, The Guitar4mation - Kreuzberg Records (Berlin)
CD - Franz Schubert (1797-1828): Die Schöne Müllerin D. 795, Ein Zyklus von Liedern von Wilhelm Müller (1794-1827) - Christoph Rösel, Tenor - Carlo Marchione, Gitarre - OmU music
CD - Carlo Marchione plays Aguado and De Fossa - Gravado em 1999 e Publicado e com a revista Seicorde Nº 83, abril/junho 2005
Carlo Marchione plays Stefano Casarini - 6 Studi da Concerto - Edizioni musicali Sinfonica
Carlo Marchione no Darmstädter Gitarrentage 1998 e 2004 - G. Ph. Telemann: Fantasie Nr. 1 B-Dur; C. Domeniconi: Toccata in blue - Chanterelle Verlag

## Videos da Internet
Carlo Marchione no Festival Internacional de Violão de Minas Gerais - 1
Carlo Marchione no Festival Internacional de Violão de Minas Gerais - 2